# Kathedraal van Roskilde

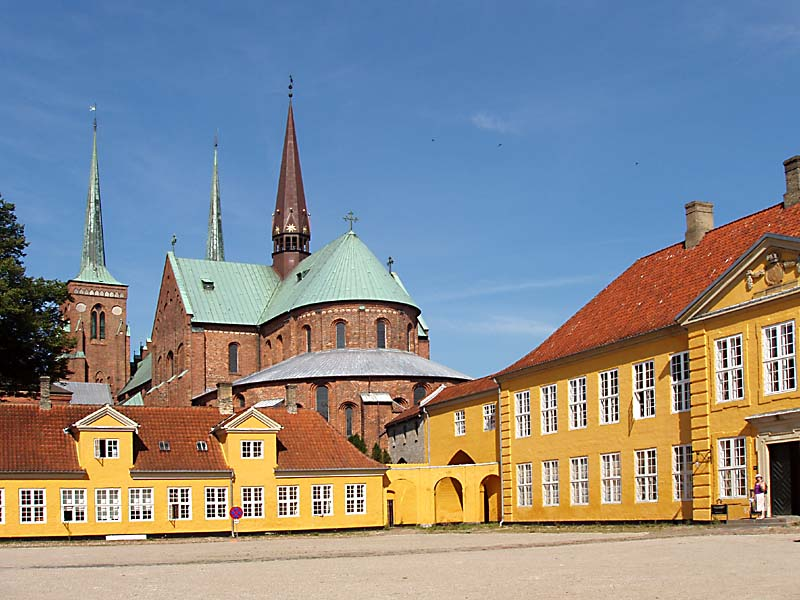
De kathedraal gezien vanaf de Bispegården (Bisschopshuis)

De kathedraal van Roskilde is een gotische kathedraal in de stad Roskilde op het Deense eiland Seeland. De kathedraal wordt ook gebruikt door leden van de parochie Roskilde Domsogn. De kathedraal is gebouwd in de twaalfde en dertiende eeuw, en tot in de negentiende eeuw hebben er wijzigingen en uitbreidingen plaatsgevonden. Vanaf de vijftiende eeuw worden leden van het Deense koningshuis er begraven. Om die reden werd het gebouw vaak uitgebreid en veranderd over de eeuwen heen om plaats te bieden aan een behoorlijk aantal grafkapellen.
De kathedraal werd in 1995 op de Werelderfgoedlijst van UNESCO geplaatst. Het is een van de oudste uit baksteen opgetrokken post-Romeinse gebouwen in Noord-Europa, en is daarmee een voorbeeld van baksteengotiek. De kathedraal lokt per jaar 125.000 bezoekers.

## Geschiedenis

### Vorige kerken
Roskilde werd benoemd door Harald Blauwtand tot hoofdstad van Denemarken rond het jaar 960. De koning resideerde voordien in Jelling, waar hij een kerk had gebouwd en de Runenstenen van Jelling had opgetrokken. Maar na een eenwording van Denemarken en Noorwegen, was het noodzakelijk te verhuizen naar een plek die zich dichter bij het centrum van het rijk bevond. Blauwtand bouwde in de stad een staafkerk, opgedragen aan de Heilige Drie-eenheid. Wanneer de koning stierf, bracht het leger zijn lijk naar Roskilde en begroeven hem in de kerk die hij gebouwd had.
Er bestaat twijfel over wanneer Roskilde een bisschopszetel werd. Wanneer Sven Gaffelbaard Engeland veroverd had in 1013, begon hij Engelse bisschoppen naar Denemarken te sturen. Dit veroorzaakte conflicten met de aartsbisschoppen van Bremen, die Scandinavië beschouwden als territorium van hun aartsbisdom. De oudst bekende bisschop van Roskilde was Gerbrand. Tijdens zijn reis naar Denemarken in 1022 werd hij onderschept door de mannen van de aartsbisschop van Bremen, en werd hij uiteindelijk vrijgelaten nadat hij getrouwheid had gezworen aan de aartsbisschop. Dit werd gedaan omdat er plannen waren van Knoet de Grote om een aartsbisdom in Roskilde te laten oprichten met Gerbrand als aartsbisschop.
Gefinancierd door Estrid Svendsdatter werd de oude kerk gesloopt en er werd aan een nieuwe, stenen kathedraal begonnen in 1026. Later, in 1060, werd begonnen aan een kathedraal in travertijn, een steen die in overvloed werd gevonden rond de Roskildefjord. De werken duurden 20 jaar en werden afgerond toen Svend Nordmand bisschop was. Het gebouw had de vorm van een basiliek in romaanse stijl men twee torens die de westelijke ingang flankeerden. Ten noorden van de kathedraal werd er een trilateraal monnikenklooster gebouwd. Nordmands opvolger, Arnold, voegde een muur het klooster toe om veiligheid te garanderen voor wie er toevlucht zocht. Het is ook tijdens Arnolds diensttijd dat Roskilde het Aartsbisdom Scandinavië verloor aan Lund, door het gebrek aan daadkracht en motivatie.

### Huidige kathedraal
Reeds zeer vlug nadat hij bisschop werd, begon Absalon de travertijnen kathedraal uit te breiden. De kunst van het stenenbakken werd door monniken uit het zuiden naar Denemarken gebracht en de nieuwe techniek werd gebruikt. Er werd beslist om een nieuwe, romaanse kathedraal te bouwen rond de bestaande, wat moest mogelijk maken dat de diensten tijdens de werken gewoon konden verdergaan. De constructie ging echter traag vooruit en wanneer Absalon zijn ambt moest opgeven, was maar een klein deel afgewerkt. De opvolger van Absalon, Peder Sunesen, was een groot aanhanger van Franse gotiek, en maakte dan ook significante veranderingen aan de plannen, waaronder zelfs het afbreken van een deel wat al rechtstond. Het koor was afgewerkt en in 1225, waardoor de diensten voortaan daar konden plaatsvinden. De oude travertijnen kathedraal werd gesloopt. De werken aan het schip gingen door voor nog 55 jaar, gehinderd door een gebrek aan financiën en ovens, en de winters. Uitgezonderd de twee torens aan de westelijke façade, was de kathedraal voltooid in 1280. Het werk binnenin ging echter door, er werden verschillende kapellen toegevoegd en in 1405 was ook het werk aan de torens afgerond.
Wanneer Margaretha I stierf in 1412, werd zij bijgezet bij haar familieleden in de kloosterkerk van Sorø. Maar een jaar erna werden haar stoffelijke resten naar de kathedraal gebracht door bisschop Peder Jensen Lodehat, die de kanselier van de koningin was en ook haar religieuze raadgever. De monniken van Sorø waren woedend, aangezien het verlies van het graf een enorme daling aan inkomsten betekende.
Op 14 mei 1443 woedde er een brand in Roskilde, die het overgrote deel van de stad verwoestte en bijna alle huizen van de clerus. Het vuur was zo intens dat de glazen ramen barstten en de loden dakbedekking smolt. De kathedraal was erg beschadigd en het heeft uiteindelijk tot 1463 geduurd voor bisschop Oluf Mortensen de kathedraal terug kon inwijden. Om de kosten te dekken deelden de Deense bisschoppen 40 dagen lang aflaten uit aan eenieder die de zou bijdragen voor de herstelling. De reconstructie werd ook vooruitgeholpen door de bouw van een kapel voor Christiaan I. De zogenaamde kapel van de wijzen uit het oosten werd gebouwd in de jaren 60 van de 15e eeuw.
De aankomst van de reformatie in 1536 betekende een negatieve draai voor de kathedraal. De bisschop van Roskilde, Joachim Rønnow, werd opgesloten in Kopenhagen en de bisschopszetel werd ook naar die stad verhuisd. Hans Tausen, die een fervente aanhanger was van de reformatie, kwam in 1538 naar de stad om de clerus te overtuigen van de nieuwe ideeën. Op een samenkomst in 1540 werd beslist dat al het bezit van de bisschop het bezit van de koning werd, die zowel symbolisch als in realiteit het hoofd van de Deense Volkskerk was. De kathedraal werd eerder al verplicht een deel van haar bezit af te geven tijdens de Gravenvete, maar na de beslissing en een met een vooruitzicht op een oorlog met Zweden, werd een tandje bijgestoken. Bij de schatten van de kathedraal hoorden een houten standbeeld van Sint-Lucas dat bedekt was met goud en edelstenen. Het kapittel probeerde een deel van het bezit te behouden, door op een gegeven moment een ontvangstbewijs te vragen voor sommige van de geconfisqueerde goederen, waarop het entourage van de koning antwoordde dat zo'n document niet nodig was voor goederen die reeds aan de koning toebehoorden.
Na de reformatie werd de kathedraal terug geopend voor de kerkgemeente, wat een aankoop van nieuwe meubels, vooral kerkbanken, noodzakelijk maakte. Terwijl de kathedraal door financieel moeilijke tijden ging, schonk Christiaan IV verschillende geschenken: een altaarstuk, een koninklijke kist, een kansel, zijn eigen grafkapel, de iconische torenspitsen en ten slotte een groot renaissance portaal in zandsteen.
Op 26 februari 1658 werd de Vrede van Roskilde getekend in de kathedraal. In de buit die de Zweden meenamen van de kathedraal, was een gouden jurk van Margaretha I, die tot deze dag in de Kathedraal van Uppsala hangt. In 1690 liet Christiaan V het oude katholieke koor vrijmaken, opdat hij een crypte kon bouwen voor hem en zijn kinderen bij zijn minnares Sophie Amalie Moth.
In 1774 werden de werken gestart voor de derde koninklijke grafkapel, die van Frederik V, door de reeds bestaande Onze-Lieve-Vrouwekapel neer te halen. Het geld raakte echter vlug op, en de constructie werd pas afgerond in 1825. In de tussentijd werden in 1806 de bezittingen uit de katholieke tijd verkocht in een veiling. Bij de voorwerpen die verkocht werden zat een crucifix, dat aan een lokale kopersmid werd verkocht. Toen hij het crucifix tot brandhout aan het zagen was, spleet het hoofd van Jezus open en er viel een klein gouden patriarchaal kruis uit. In dit kruis bevond zich een splinter van het kruis van Jezus. Het voorwerp werd onmiddellijk gekocht door de koninklijke kunstcollectie.
In 1871 werd het portaal vervangen door een dat bij de rest van de kathedraal hoorde, het oude portaal werd geschonken aan de kerk van Holmen. Echter, toen het nieuwe portaal aankwam, bleekt het een slechte kopie te zijn van het oude portaal. Toch werd het nieuwe portaal opgetrokken omdat er gewoon geen keus was.
De werken aan de vierde koninklijke grafkapel startten in 1915 en voorafgaand aan de voltooiing in 1924, werd Roskilde weer een bisdom. Op 27 augustus 1968, toen er gewerkt werd aan de restauratie van de torenspitsen, schoot een van de spitsen in brand en werd er gevreesd voor een instorting op het koor. Tijdens het blussen van de brand, werd interieur met brandvaste dekens bedekt om zo schade te voorkomen. Er werd later ontdekt dat de arbeiders hadden gerookt en soldeerlampen hadden gebruikt. De laatste toevoeging was in 1985, toen de nieuwe begraafplaats voor Frederik IX werd geopend. Hij ligt echter in een ommuurd perkje naast de kathedraal begraven.
In 2013 werden er veranderingen doorgevoerd binnenin het gebouw om Margrethe II en haar man prins Henrik een laatste rustplaats te geven. Het design is gemaakt door de Deense beeldhouwer Bjørn Nørgaard. Een model is uitgesteld in de kathedraal.

## Koninklijke graven

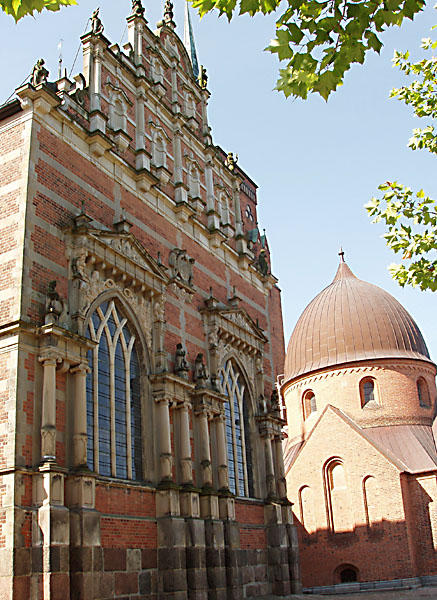
De kapel van Christiaan IV door Hans van Steenwinckel de Jonge

### Koor
- Margaretha I (1353-1412)

### Gangen flankerend aan de apsis
- Harald I (930-985/986)
- Sven II (1020-1076)

Estrid Svendsdatter (990/997-1057/1073) zou volgens velen hier begraven moeten zijn, maar een DNA-test in 2003 zette dit verhaal weg als een mythe. De overblijfselen die gevonden zijn behoorden tot een vrouw die veel jonger was dan Estrid.

### Apsis
- Christoffel III (1418-1448)
- Christiaan V (1646-1699) en Charlotte Amalia van Hessen-Kassel (1650-1714)
- Frederik IV (1671-1730) en Louise van Mecklenburg-Güstrow (1667-1721)

### Kapel van Christiaan I
- Christiaan I (1426-1481) en Dorothea van Brandenburg (1430-1495)
- Christiaan III (1503-1559) en Dorothea van Saksen-Lauenburg (1511-1571)
- Frederik II (1534-1588) en Sophia van Mecklenburg-Güstrow (1557-1631)

### Kapel van Frederik V
- Christiaan VI (1699-1746) en Sophia Magdalena van Brandenburg-Kulmbach (1700-1770)
- Frederik V (1723-1766), Louise van Hannover (1724-1751) en Juliana Maria van Brunswijk-Wolfenbüttel (1729-1796)
- Christiaan VII (1749-1808)
- Frederik VI (1768-1839) en Marie van Hessen-Kassel (1767-1852)
- Christiaan VIII (1786-1848) en Caroline Amalia van Augustenburg (1796-1881)
- Frederik VII (1808-1863)

### Kapel van Christiaan IV
- Christiaan, kroonprins van Denemarken (1603-1647)
- Christiaan IV (1577-1648) en Anna Catharina van Brandenburg (1575-1612)
- Frederik III (1609-1670) en Sophia Amalia van Brunswijk-Lüneburg (1628-1685)

### Kapel van Christiaan IX
- Christiaan IX (1818-1906) en Louise van Hessen-Kassel (1817-1898)
- Frederik VIII (1843-1912) en Louise van Zweden (1851-1926)
- Christiaan X (1870-1947) en Alexandrine Augusta van Mecklenburg-Schwerin (1879-1952)

### Begraafplaats van Frederik IX
- Frederik IX (1899-1972) en Ingrid van Zweden (1910-2000)

## Knapenkoor
Sinds 1987 is de kathedraal de thuisbasis van een van de belangrijkste knapenkoren van Denemarken. Het koor is een belangrijke schakel in het jeugdbeleid van de parochie. Alle koorleden gaan naar een normale school maar komen twee tot drie keer per week samen om te repeteren.

## Fotogalerij

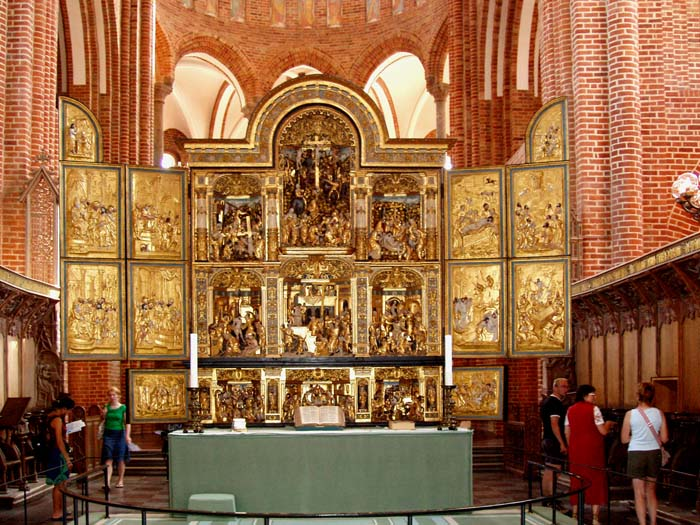
Antwerps retabel in de kathedraal
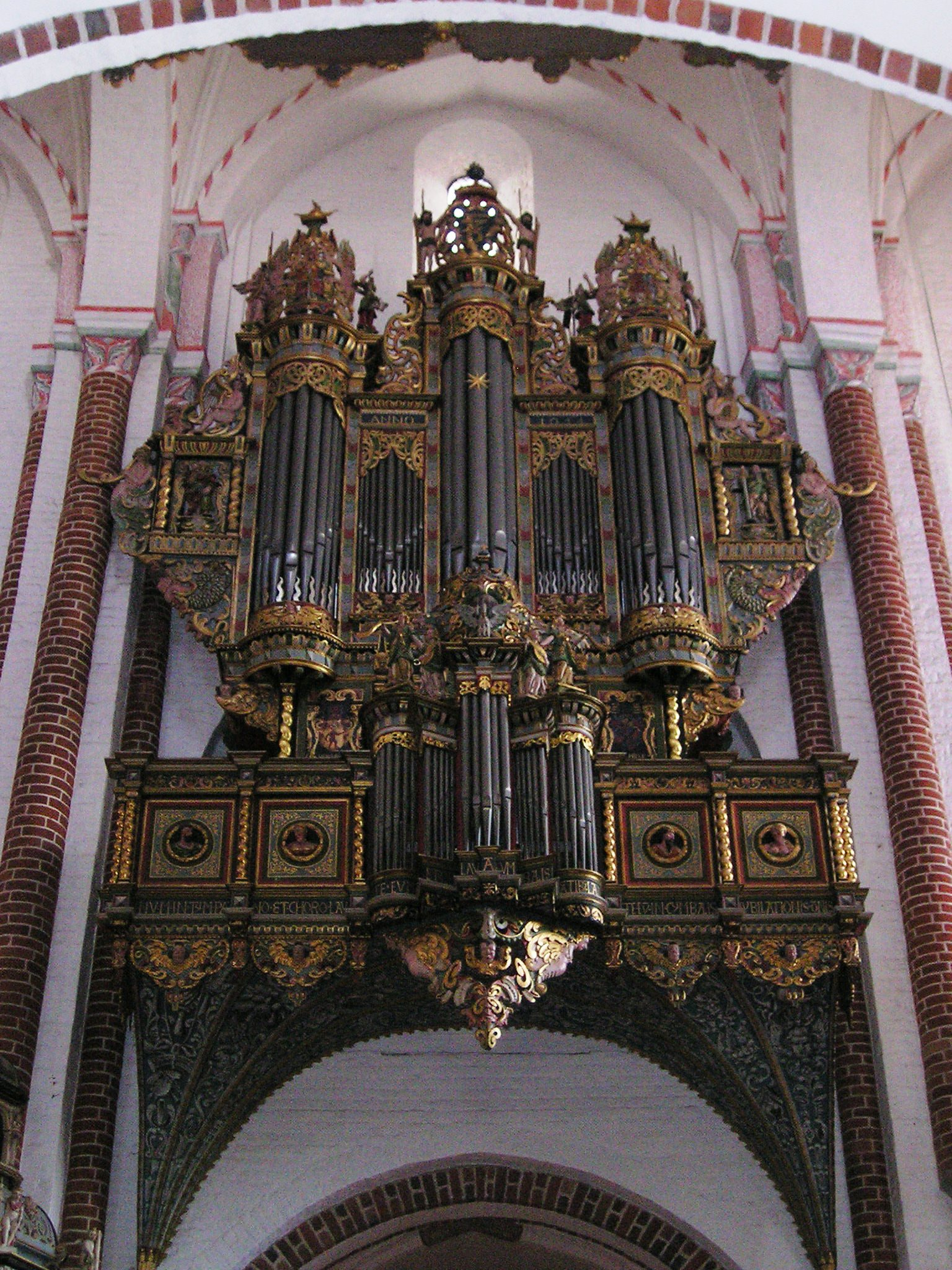
Het orgel
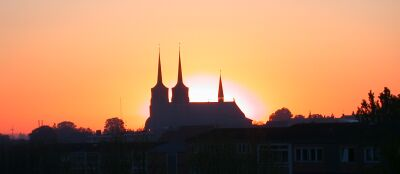
Kathedraal van Roskilde in schemering